# Giovanni Franceschi
Giovanni Franceschi (* 25. dubna 1963 Milán) je bývalý italský plavec, který dosáhl největších úspěchů v polohovém závodě. Měří 192 cm a má přezdívku Long John. Jeho starším bratrem je plavec Raffaele Franceschi.
V roce 1978 vyhrál 200 m polohový závod na mistrovství Evropy juniorů v plavání. Reprezentoval na Letních olympijských hrách 1980, kde obsadil na 400 m polohový závod čtrnácté místo. Na mistrovství Evropy v plaveckých sportech 1981 získal stříbrnou medaili na dvousetmetrové polohovce a bronz na dvojnásobné trati. Obsadil třetí místo na 200 m a čtvrté na 400 m na MS 1982. Na domácím evropském šampionátu 1983 v Římě zvítězil na obou polohovkářských tratích. Získal tak pro italské plavání první evropský titul od roku 1958, kdy vyhrál kraulařský sprint Paolo Pucci. Na Středomořských hrách 1983 v Casablance získal zlato na 400 m polohový závod i na 4×200 m volný způsob. Startoval také na Letních olympijských hrách 1984, kde byl osmý ve finále na 400 m. Získal 39 titulů mistra Itálie mezi jednotlivci a 17 titulů ve štafetě. Jeho osobní rekordy byly 2:04,65 na 200 metrů polohový závod (italský rekord, který platil až do roku 1999) a 4:23,03 na 400 metrů.
Závodní kariéru ukončil v roce 1988. Od roku 1995 provozuje kursy plavání nazvané Nuotopiu.